# Монте-Сан-Сальваторе
Монте-Сан-Сальваторе (итал. Monte San Salvatore) — гора высотой 925 м, расположенная в Лугано в Лепонтинских Альпах.

## Галерея

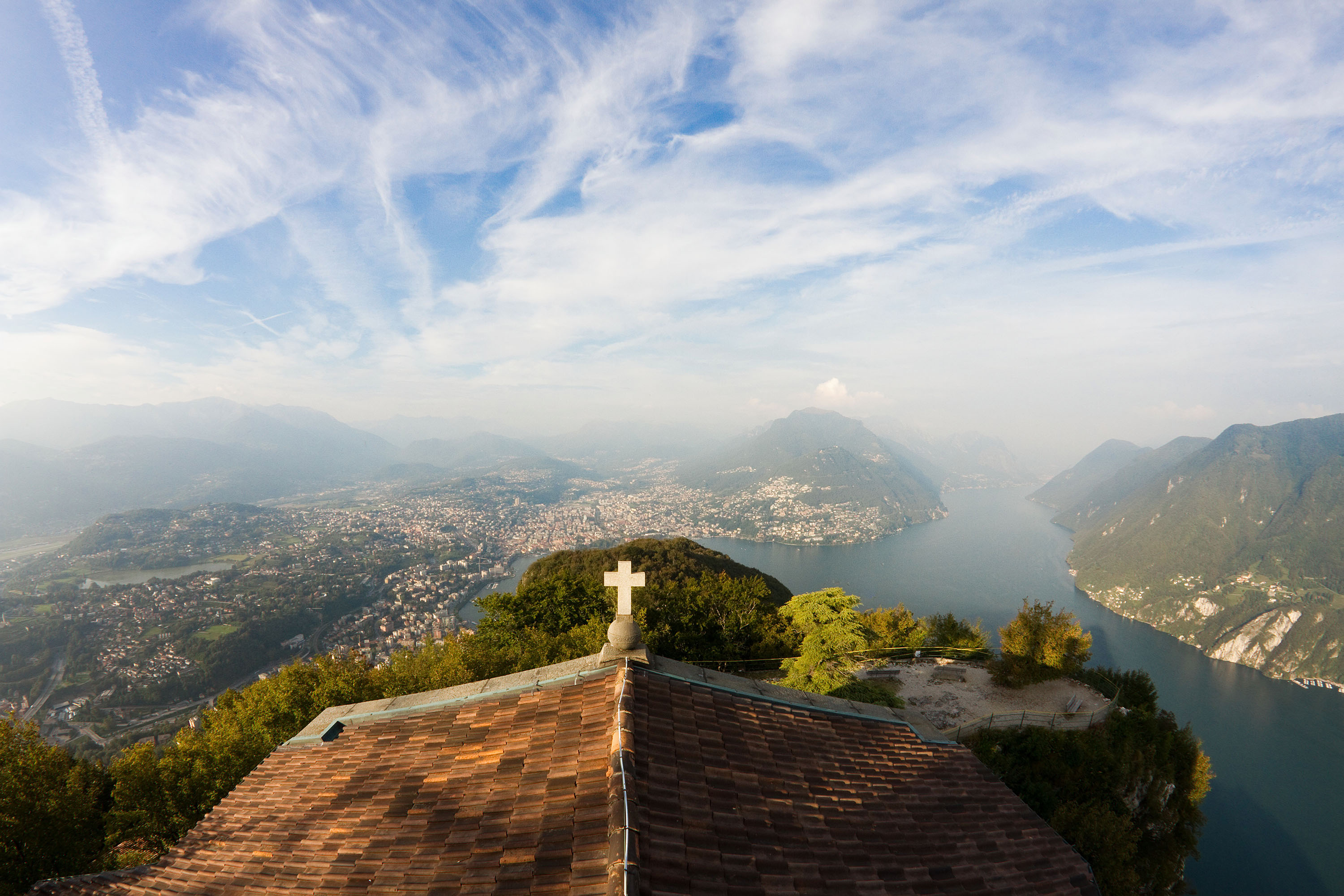
Вид на Лугано и окрестности с Монте-Сан-Сальваторе.
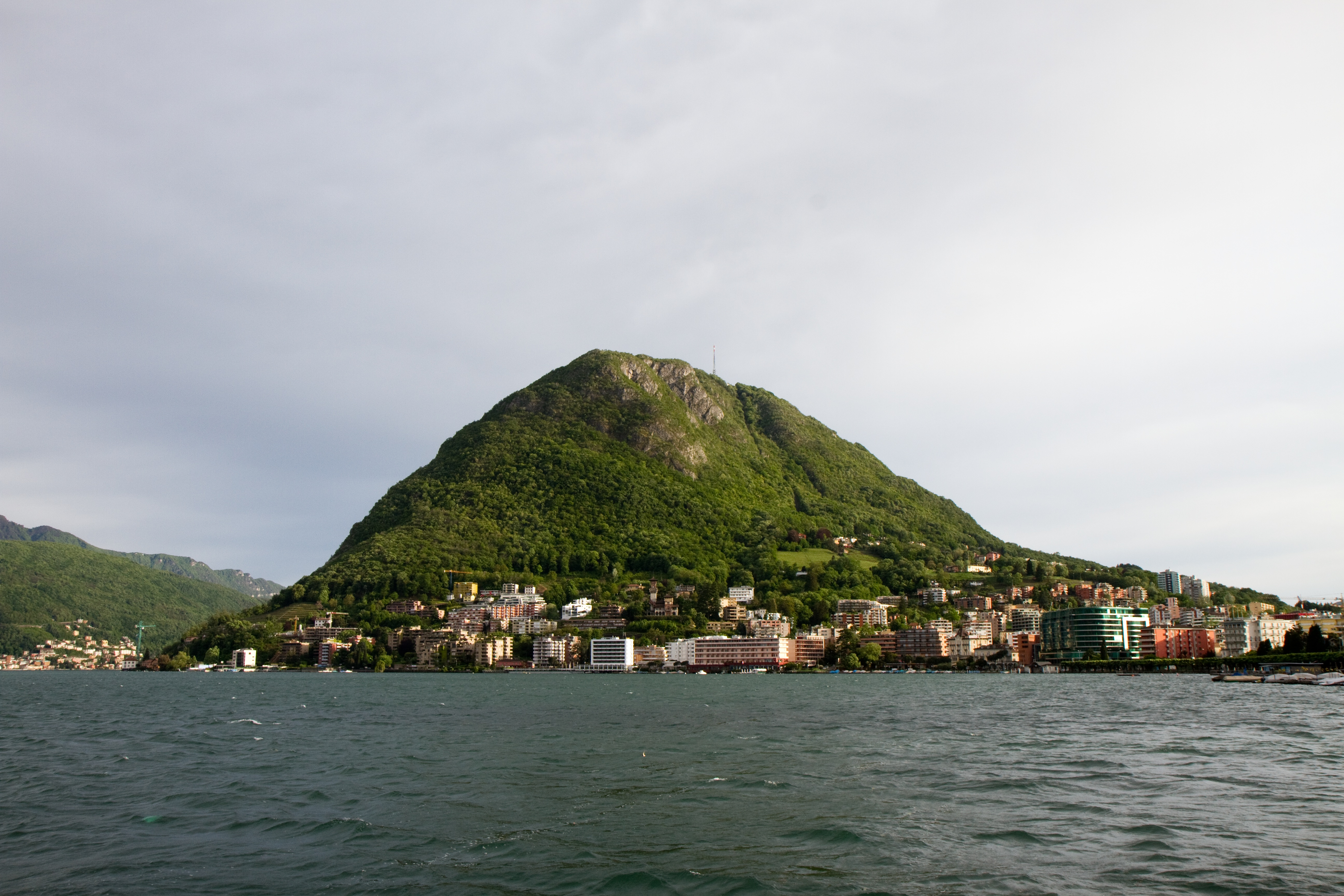
Монте-Сан-Сальваторе.
Вид на озеро Лугано с горы Монте-Сан-Сальваторе.